# أولاد عفيف
أولاد عفيف هي قرية في إقليم سطات ضمن جهة الشاوية ورديغة بالغرب المغربي. كان مجموع عدد سكان الجماعة القروية أولاد عفيف 7.170 نسمة.(تعداد السكان الرسمي 2004)